# Blastoidéer
Blastoidéer (Blastiodea) var är en avdelning fossila tagghudingar, fastsittande med en kort stjälk med regelbunden kalk, liknande en blomknopp, bestående av 13 plåtar. Från toppen av kalken utgick fem ambrulakralflt, vilka vanligen gick ned runt mitten av kalkens sida.
Blastoidéerna är närmast besläktade med cystoidéerna, en annan utdöd ordning bland tagghudingarna. De har påträffats i avlagringar från silur till perm. Bland de mera utbredda släktena av ordningen märks Pentremites.